# 卡雷爾·克里斯托夫
卡雷爾·克里斯托夫（捷克語：Karel Krištof，1545年5月22日—1569年3月17日），明斯特貝格公爵，1565年至1569年在位，父親是明斯特貝格-奧萊希尼察的揚。
1565年揚去世，卡雷爾·克里斯托夫繼承明斯特貝格，奧萊希尼察則由堂哥卡雷爾二世繼承。1569年卡雷爾·克里斯托夫去世，明斯特貝格併入波希米亞王室領地。